# نادي ساو كارلوس
نادي ساو كارلوس لكرة القدم (بالبرتغالية: São Carlos Futebol Clube‏) هو نادي كرة قدم برازيلي مقرّه في ساو كارلوس، ساو باولو.